# Bhum Jai Thai Party
De Democratische Partij (Thai: พรรคภูมิใจไทย) is Thailands oudste politieke partij, en vormt de grootste coalitiepartij in de regering van premier Abhisit Vejjajiva, de partijleider van de Democratische Partij.